# YOB
YOB est un groupe de doom metal américain originaire d'Eugene fondé en 1996.

## Biographie
YOB est fondé en 1996 par le chanteur et guitariste Mike Scheidt. Le groupe sort une démo avant que Scheidt remanie le line-up du trio avec l'arrivée d'Isamu Sato et de Gabe Morley. C'est cette formation qui enregistre le premier album, Elaborations of Carbon. En 2002 ils signent un contrat avec le label Abstract Sounds chez qui ils sortent Catharsis. Un nouveau changement de personnel intervient avec le remplacement du batteur Gabe Morley par Travis Foster. Le groupe décroche un contrat avec Metal Blade Records chez qui il sort les deux albums suivants en 2004 et 2005. En juillet 2005 Sato et Travis quittent le groupe, et en janvier 2006 Scheidt annonce qu'il met un terme aux activités du groupe et qu'il se consacrera à un nouveau projet musical du nom de Middian.
Le groupe se reforme en 2008 autour de Scheidt, Foster et du nouveau membre Aaron Rieseberg pour donner quelques concerts et finalement publier un nouvel album intitulé The Great Cessation en 2009. L'année suivante YOB se produit au Roadburn Festival. En 2011 le groupe sort Atma avant de signer en février 2014 chez Neurot Recordings qui publie l'album Clearing the Path to Ascend la même année. Leur dernier album Our Raw Heart sort en 2018 chez Relapse Records après que Mike Scheidt ait dû surmonter une grave maladie intestinale.

## Membres

### Membres actuels
- Mike Scheidt - chant, guitare (1996-2006, depuis 2008)
- Travis Foster - batterie (2003-2005, depuis 2008)
- Aaron Rieseberg - basse (depuis 2008)

### Anciens membres
- Lowell Iles - basse (1996-2001)
- Greg Ocon - basse (1996-2001)
- Gabe Morley - batterie (2001-2003)
- Isamu Sato - basse (2001-2005)

## Discographie

### Albums studio
- 2002 - Elaborations of Carbon
- 2003 - Catharsis
- 2004 - The Illusion of Motion
- 2005 - The Unreal Never Lived
- 2009 - The Great Cessation
- 2011 - Atma
- 2014 - Clearing the Path to Ascend
- 2018 - Our Raw Heart

### Albums live
- 2011 - Live at Roadburn 2010
- 2014 - The Unreal Never Lived: Live at Roadburn 2012